# Надреална телевизија
Надреална телевизија јесте политичко-сатирична хумористичка телевизијска серија. Њен идејни творац је Ненад Јанковић, познатији под псеудонимом др Неле Карајлић, који је био један од твораца и култне серије „Топ листа надреалиста”. Сценарио је написао Неле Карајлић, који је заједно са Милорадом Милинковићем режирао ову серију, чија пилот епизода је приказана на ТВ Прва 10. децембра 2012. године.

## Синопис
Надреална телевизија смештена је у 21. век. Она је модерна, политички коректна и проевропска телевизија, која покушава да правовремено и правоваљано извештава о догађајима. Међутим, догађаји који се одвијају изван студија, као и сама телевизија која окупља најразличитије запослене (репортер Милун Зенхајзер, камерман Угљеша, техничко особље Владан и Шуња итд), полигон су за невероватне обрте и најлуђе догађаје. За разилику од Топ листе надреалиста, која је критиковала слабости комунистичког система, Надреална телевизија скреће пажњу на његовог наследника, капитализам. Она се бави бројним друштвеним проблемима, као што су корупција, национализам, стереотипи и друго, који су представљени на саркастичан начин. Рецимо, приказани су: Школа за реалан живот и курс за спонзоруше; Како један кладионичарски тикет Владе Републике Србије утиче на плате просветара; Ко је добитник награде за незапосленост; Чије је наше Косово; Шта је то „Демократска инквизиција Србије”; Којих то екстремних спортова је шампион Вито Ластавица; Како сахранити деку за 48 сати (алузија на емисију 48 сати свадба); Како пад метеора на Земљу утиче на веровање народа и многе друге надреалне доскочице. Овде се често мешају фикција и стварност, сан и јава. У представљању тога, заслужан је један од најзанимљивијих скеч серијала названим „Са оне стране ума”, где Марка Краљевића шаљу у Хаг, где мртви штрајкују, где четници управљају авио компанијом, где лажи Моме Сајбера доводе до поновног бомбардовања Београда итд.

## Занимљивости
Драгољуб Мићко Љубичић извео је имитацију тадашњег првог потпредседника Владе Републике Србије — Александра Вучића. Међутим, тај скеч се није појавио у епизоди у којој је требало, већ је накнадно приказан, пошто је Вучић у емисији Утисак Недеље код Оље Бећковић „дао зелено светло” за приказ тог скеча.

## Глумци и улоге
| Глумац                 | Улоге |
| ---------------------- | --- |
| Неле Карајлић          | Спикер, Гробар, Инквизитор 1, Елведин Дино Путања, Фон Биберхоф/Хитлер, Извештач, Комесар, Косовски хомосексуалац 1, Маринко Комина, радник Милисав, Огњен Рогача, Папа, Патријарх Хрватски Гаврило, Риста Копачка, Уркетов Слуга Симон/Симо Мареља, Шалтеруша, Терориста у авиону, Свештеник у авиону |
| Горан Султановић       | Наратор „Са оне стране ума”, Аксентије Беспослић, Госпођа Хаџикостић, Отац Макарије, Деда Пера који неће у ЕУ, Султан Мурат, Цинкарош Живко, Директор Лутрије Витомир Округло, Доктор Албанац, Вампир 1                                                                                                |
| Милош Самолов          | Милун Зенхајзер, Муса Кесеџија, Свештеник, Власник погребног предузећа |
| Драган Бјелогрлић      | Момчило Мрдаковић „Мома Сајбер”, Урош Панајотовић „Урке Папаја” |
| Зоран Цвијановић       | Директор школе, Змаго Улага, Мртвац Милорад, Жика бивши приправник ГСПа |
| Весна Тривалић         | Кнегиња Милица, Професорка курса за спонзоруше, Тужитељка, Удовица, Снежа |
| Марко Гверо            | Министар Марко Катаклизма, Министар Драги Клупица, Министар Милисав Функција, Потпарол Блаженко Дрекавица, Председник странке СЗЕ, Јадранко Фетиш, Растимир Дубиоза, Полицајац, Научник Угљеша Генеза, Милан Ж. Пантић                                                                                 |
| Никола Којо            | Професор Урке, Братислав Бата Божић/Деда Мраз, Драгутин Димитријевић Дуче, Кнез Лазар, Краљевић Марко, Судија Врховец, Таса Беспослић, ЛОТО Министар Дукан Дрињаковић |
| Христина Поповић       | Баба, Дивна Пантић, Селма Карма, Уркетова жена, Васиљка Ринг, Водитељка квиза, Живана Смеч |
| Јелена Ђукић           | Косовка девојка, Лото девојка, Дучетова жена, Стјуардеса, Ванеса Ровчанин, Служавка Жаклин/Другарица Жанка, Ћерка деда Пере који неће у ЕУ |
| Владан Милојевић       | Владан, Милош Обилић |
| Огњен Шућур            | Шуња |
| Горан Петрановић Риза  | Инквизитор 2, Јусуф, Косовски хомосексуалац 2, Миланка/Милан, Свештеник 1 у Загребу, Представник Исламске цркве, Уве Уте, Оливије Ла Тур, Новински гласник, Фрижидер мајстор, Павле Ризик, Пецарош, Рођени Сарајлија, Астролог Милорад Милинковић, Вампир 2                                            |
| Реља Јанковић          | Дарко Испушилић, Луги Хамилтон, Обезбеђење, Танасије Нојројтер, Власник погребног у банци, Мисирац, Вампир Обезбеђење — Гроф Јорга |
| Витомир Мартић         | Вито Ластавица, Лото Обезбеђење, Полицајац 1 током бомбардовања, Вампир 3 |
| Мики Перић             | Стјуарт, Дечко Чкоде, Лото Обезбеђење, Бајазит, Полицајац 2 током бомбардовања |
| Гордан Тодоровић       | Инквизитор 3, Цвећарка, Луис Мекги, Судија у Хагу, НАТО секретар, Живорад Амер, Уркетов Слуга Трики/Комунистички судија, Друг Тодоровић, Европски хватач вампира |
| Данијела Танасковић    | Елизабета (Пребићевић Фердих) Рогача, Водитељка политичких емисија, Банкарска службеница, Данијела Ковчег, Станојка |
| Нинослав Ћулум         | Младић са усисивачем, Уркетов син, Жућко, Ученик школе за реалан живот |
| Јана Јанковић          | Манекенка, Ученица курса за спонзоруше, Милица Беспослић, Уркетова ћерка, Ћерка Милана Ж. Пантића |
| Јана Милић Илић        | Девојка из склоништа, чланица странке, PR Елизабете Рогаче |
| Синиша Лугоња          | Пилот/Војвода Марчетић, Антонио Господнетић |
| Милорад Милинковић     | Свештеник 2 у Загребу, Коментатор и Судија у скоку са 39. спрата |
| Иван Тасовац           | Председник Републике Србије |
| Драгољуб Мићко Љубичић | Александар Вучић |